# Светлинский район
Све́тлинский район — административно-территориальная единица (район) и муниципальное образование (муниципальный район) в Оренбургской области России.
Административный центр — посёлок Светлый.

## География
Светлинский район расположен на востоке Оренбургской области. На севере район граничит по реке Тобол с Кустанайской областью Республики Казахстан, на юге и востоке — с Актюбинской областью Республики Казахстан. На северо-западе с Адамовским и на западе с Ясненским районами Оренбургской области. Протяженность территории района с севера на юг 90 км и с запада на восток — 96 км. Площадь территории — 5,608 тыс. км².

### Природа
Территория района входит в степную климатическую зону и характеризуется резкой континентальностью и пониженным увлажнением, холодной зимой и жарким летом, бедностью атмосферных осадков. Светлинский район — самый безлесый в области, леса занимают около 0,03 % площади района. Сенокосы и пастбища занимают около 38 % территории района. Грунты глинистые, супесчаные, суглинистые, шебеночно-суглинистые и щебеночно-супесчаные, солончаковые. Встречаются небольшие каменистые участки.

### Достопримечательности
Светлинский район богат красивейшими озёрами и огромным разнообразием водоплавающих птиц. На сравнительно компактном участке расположено несколько десятков крупных, средних и мелких по величине бессточных озёр, которые образуют крупнейшие на территории области водно-болотные угодья, имеющие важное значение для птиц. На озёрах гнездятся более 150 видов птиц. 27 из них внесены в Красные книги Оренбургской области и Российской Федерации. Девять из них присутствуют на страницах Красной книги Международного союза охраны природы: кудрявый пеликан, краснозобая казарка, пискулька, савка, степной лунь, орлан-белохвост, степная пустельга, кречетка, степная тиркушка. Озёра — единственное место гнездования в Оренбуржье кудрявого пеликана, большого баклана, лебедя-кликуна, савки, морского голубка, чегравы, а также важнейшим районом размножения серого гуся, многих речных и нырковых уток, куликов, чаек и крачек. Только сюда периодически залетают фламинго и колпицы.
Светлинские озёра являются тектоническими по происхождению. Размеры озёр колеблются от нескольких сотен метров до 30-40 километров в поперечнике. В северной и южной части бессточной впадины расположены две наиболее крупные озёрные котловины. Одна из них площадью около 12 тысяч гектаров занята озером Жетыколь (в переводе с казахского «Семь озёр», «Много озёр»), другая — в полтора раза большая — озером Шалкар-Ега-Кара («Озеро у высокого холма»).
Озера Жетыколь, Шалкар-ега-кара и Айке на востоке Оренбургской области занимают 4 % её территории.
- Озеро Жетыколь расположено в котловине, окруженной холмами. В северо-восточной части берег его занижен и размыт глубоким оврагом. Водная поверхность — четыре тысячи гектаров. Преобладающие глубины — около одного метра, лишь местами они достигают полутора метров.
- Озеро Шалкар-Ега-Кара занимает котловину округлой формы. Площадь водной поверхности около 9 тысяч гектаров. Преобладающие глубины — около 60 сантиметров (до 1 метра).

Из других озёр необходимо назвать Караколь (в переводе с казахского «Грунтовое озеро»), Обалыколь («Озеро среди камней»), Биктас («Высокий камень»), Тастыколь («Каменистое озеро»), Давленколь.
- Озеро Обалыколь

Одно из самых крупных и глубоких озёр Обалыкольской группы степных водоёмов, расположенных между озером Шалкар-ега-кара и Жетыколь. Площадь 635 га, урез воды — 305 м над уровнем моря.
Центральный и южный секторы озера Жетыколь, озёра Давленколь, Обалыколь, Малый Обалаколь и Караколь входят в состав биологического заказника областного значения «Светлинский»

## История
Район образован 12 января 1965 года.
23 октября 2010 года главой района был избран Виктор Владимирович Тараканов. Ранее эту должность занимал Виктор Иванович Нефёдов.

## Население
| 2002    | 2003    | 2004    | 2009    | 2010    | 2012    | 2013    | 2014    | 2015    |
| ------- | ------- | ------- | ------- | ------- | ------- | ------- | ------- | ------- |
| 18 356  | ↘18 300 | ↘18 200 | ↘16 747 | ↘13 876 | ↘13 558 | ↘13 295 | ↘12 884 | ↘12 645 |
| 2016    | 2017    | 2018    | 2019    | 2020    | 2021    |         |         |         |
| ↘12 376 | ↘12 178 | ↘12 006 | ↘11 718 | ↘11 462 | ↘10 315 |         |         |         |

### Национальный состав
Основную часть населения района составляют русские- 7 394 (73,0 %) , казахи- 1 385 (13,7 %), татары — 182 (1,8 %), украинцы- 158 (1,56 %), мордва- 182 (1,8 %), башкиры-116 (1,15 %), и др. .

## Территориальное устройство
Светлинский район как административно-территориальная единица области включает 8 сельсоветов и 1 поссовет. В рамках организации местного самоуправления, Светлинский муниципальный район включает соответственно 9 муниципальных образований со статусом сельских поселений (сельсоветов/поссоветов):
| № | Муниципальное образование | Административный центр | Количество населённых пунктов | Население (чел.) | Площадь (км²) |
| - | ------------------------- | ---------------------- | ----------------------------- | ---------------- | ------------- |
| 1 | Актюбинский сельсовет     | посёлок Актюбинский    | 1                             | ↘387             | 418,81        |
| 2 | Восточный сельсовет       | посёлок Восточный      | 1                             | ↘459             | 496,38        |
| 3 | Гостеприимный сельсовет   | посёлок Гостеприимный  | 3                             | ↘426             | 653,51        |
| 4 | Коскульский сельсовет     | посёлок Коскуль        | 1                             | →230             | 613,59        |
| 5 | Озёрный сельсовет         | посёлок Озёрный        | 2                             | ↘371             | 1138,51       |
| 6 | Светлинский поссовет      | посёлок Светлый        | 2                             | ↘7252            | 125,17        |
| 7 | Спутниковский сельсовет   | посёлок Первомайский   | 2                             | ↘341             | 476,46        |
| 8 | Степной сельсовет         | посёлок Степной        | 2                             | ↘480             | 431,46        |
| 9 | Тобольский сельсовет      | посёлок Тобольский     | 1                             | ↘615             | 636,18        |

Законом Оренбургской области от 25 июня 2014 года был упразднён Целинный сельсовет, все населённые пункты которого были включены в Светлинский поссовет.

### Населённые пункты
В Светлинском районе 15 населённых пунктов.
| №  | Населённый пункт | Тип     | Население | Муниципальное образование |
| -- | ---------------- | ------- | --------- | ------------------------- |
| 1  | Актюбинский      | посёлок | ↘387      | Актюбинский сельсовет     |
| 2  | Восточный        | посёлок | ↘459      | Восточный сельсовет       |
| 3  | Гостеприимная    | станция | 16        | Гостеприимный сельсовет   |
| 4  | Гостеприимный    | посёлок | 690       | Гостеприимный сельсовет   |
| 5  | Казанча          | посёлок | 170       | Озёрный сельсовет         |
| 6  | Коскуль          | посёлок | →230      | Коскульский сельсовет     |
| 7  | Озёрный          | посёлок | 625       | Озёрный сельсовет         |
| 8  | Первомайский     | посёлок | 532       | Спутниковский сельсовет   |
| 9  | Полевой          | посёлок | 66        | Спутниковский сельсовет   |
| 10 | Рудниковый       | посёлок | 76        | Степной сельсовет         |
| 11 | Светлый          | посёлок | ↘6853     | Светлинский поссовет      |
| 12 | Смоленский       | посёлок | 18        | Гостеприимный сельсовет   |
| 13 | Степной          | посёлок | 636       | Степной сельсовет         |
| 14 | Тобольский       | посёлок | ↘615      | Тобольский сельсовет      |
| 15 | Целинный         | посёлок | ↘399      | Светлинский поссовет      |

### Упразднённые населённые пункты
19 февраля 1999 года были упразднены посёлки Аккаргинский и Ковыльный.
21 июня 2005 года были упразднены посёлок Блак и село Кайракты.

## Экономика
Основа экономики — сельское хозяйство. Специализация района — зерновая и шёрстная. Главная зерновая культура — яровая пшеница.
Буруктальский никелевый завод (он же Светлинский ферроникелевый завод) полностью остановлен, закрыт и обесточен 25 апреля 2019 года, сотрудники уволены 30 апреля 2019 года. Буруктальское рудоуправление закрыто в 2012 году.
В декабре 2023 г. Буруктальский никелевый завод был выкуплен компанией "Русникель". В марте 2024 г. возобновлено производство высокоуглеродистого феррохрома. За сутки мощности позволяют производить 2 тысячи тонн железосодержащих сплавов. Предприятие перерабатывает руду с Аккаргинского месторождения (Оренбургская область).

## Туризм
Приблизительно в 21 км по дороге на юг от райцентра Светлый расположен международный пункт пропуска через российско-казахстанскую границу «Восточный».